# Rally Montañas de 2013
El 46 Rally Montañas Oaxaca de 2013, oficialmente llamado FIA NACAM Rally Montañas Oaxaca 2013, fue la primera ronda de la temporada 2013 del Campeonato Mexicano de Rally (CMR), del Campeonato Regional PAC y del Rally NACAM. Se llevó a cabo el viernes 5 de abril con la ceremonia y arranque inaugurales y el sábado 6 con el desarrollo de la carrera.
El rally fue organizado por el Rally Automóvil Club, A.C. y se desarrolló en Teotitlán del Valle, ubicado en las cercanías de la ciudad de Oaxaca. Consistió de una sola etapa en terracería con un recorrido total de 207,6 km y 12 tramos cronometrados, repartidos en dos secciones, y los cuales totalizaron 158,2 kilómetros.
El ganador absoluto fue el piloto mexicano Ricardo Triviño a bordo de un Mitsubishi Lancer Evo IX, después de mantener un duelo considerado como extraordinario con su compatriota Carlos Izquierdo, y con quien estuvo alternando el liderato de la competencia. A la postre, Triviño terminó también primero en el Rally NACAM, mientras Izquierdo obtuvo el segundo lugar del mismo y también el segundo lugar absoluto. El tercer lugar general fue para el también piloto mexicano Emilio Velázquez, quien obtuvo el primer lugar del Campeonato Mexicano y el del Campeonato Regional PAC.

## Itinerario
| Día                      | Tramo | Nombre                           | Distancia | Hora  | Ganador                           | Tiempo                            | Veloc. media                      | Líder rally                       |
| ------------------------ | ----- | -------------------------------- | --------- | ----- | --------------------------------- | --------------------------------- | --------------------------------- | --------------------------------- |
| Día 1 viernes 5          | PC0   | Parque cerrado ceremonial        | 0,00 km   | 20:00 | Etapa ceremonial, sin puntuación. | Etapa ceremonial, sin puntuación. | Etapa ceremonial, sin puntuación. | Etapa ceremonial, sin puntuación. |
| Día 1 viernes 5          | PC0   | Salida ceremonial "El Pañuelito" | 0,00 km   | 21:00 | Etapa ceremonial, sin puntuación. | Etapa ceremonial, sin puntuación. | Etapa ceremonial, sin puntuación. | Etapa ceremonial, sin puntuación. |
| Día 2 sábado 6 Sección 1 | TC1   | Teotitlán 1                      | 18,00 km  | 08:08 | Ricardo Triviño                   | 15:43.3                           | 68.571 km/h                       | Ricardo Triviño                   |
| Día 2 sábado 6 Sección 1 | TC2   | Benito Juárez A1                 | 10,1 km   | 08:36 | Carlos Izquierdo                  | 8:16.3                            | 73.306 km/h                       | Carlos Izquierdo                  |
| Día 2 sábado 6 Sección 1 | TC3   | Latuvi A1                        | 11,7 km   | 08:54 | Carlos Izquierdo                  | 9:31.5                            | 73.765 km/h                       | Carlos Izquierdo                  |
| Día 2 sábado 6 Sección 1 | TC4   | Reynoso 1                        | 11,3 km   | 10:07 | Ricardo Triviño                   | 9:16.5                            | 73.034 km/h                       | Carlos Izquierdo                  |
| Día 2 sábado 6 Sección 1 | TC5   | Latuvi B1                        | 10,1 km   | 10:26 | Ricardo Triviño                   | 8:06.6                            | 74.661 km/h                       | Ricardo Triviño                   |
| Día 2 sábado 6 Sección 1 | TC6   | Benito Juárez B1                 | 17,5 km   | 10:44 | Ricardo Triviño                   | 15:29.5                           | 67.742 km/h                       | Ricardo Triviño                   |
| Día 2 sábado 6 Sección 2 | TC7   | Teotitlán 2                      | 18,00 km  | 12:27 | Ricardo Triviño                   | 15:44.0                           | 68.644 km/h                       | Ricardo Triviño                   |
| Día 2 sábado 6 Sección 2 | TC8   | Benito Juárez A2                 | 10,1 km   | 12:55 | Carlos Izquierdo                  | 8:32.1                            | 71.016 km/h                       | Ricardo Triviño                   |
| Día 2 sábado 6 Sección 2 | TC9   | Latuvi A2                        | 12,0 km   | 13:13 | Ricardo Triviño                   | 9:51.1                            | 73.096 km/h                       | Ricardo Triviño                   |
| Día 2 sábado 6 Sección 2 | TC10  | Reynoso 2                        | 11,8 km   | 14:26 | Ricardo Triviño                   | 9:37.8                            | 73.495 km/h                       | Ricardo Triviño                   |
| Día 2 sábado 6 Sección 2 | TC11  | Latuvi B2                        | 10,1 km   | 14:45 | Ricardo Triviño                   | 8:34.8                            | 70.602 km/h                       | Ricardo Triviño                   |
| Día 2 sábado 6 Sección 2 | TC12  | Benito Juárez B2                 | 17,5 km   | 15:03 | Ricardo Triviño                   | 16:01.5                           | 65.489 km/h                       | Ricardo Triviño                   |
| Fuentes                  |       |                                  |           |       |                                   |                                   |                                   |                                   |

## Clasificación final
| Pos.                         | Piloto              | Copiloto            | Automóvil                | Tiempo    | Diferencia | Vel. media | Puntos  |         |         |
| General                      | General             | General             | General                  | General   | General    | General    | General | General | General |
| ---------------------------- | ------------------- | ------------------- | ------------------------ | --------- | ---------- | ---------- | ------- | ------- | ------- |
| 1.                           | Ricardo Triviño     | Marco Hernández     | Mitsubishi Lancer Evo IX | 2:15:20.1 | 0.0        | 70.1 kp/h  |         |         |         |
| 2.                           | Carlos Izquierdo    | Guillermo Izquierdo | Mitsubishi Lancer Evo IX | 2:20:39.5 | +5:19.4    | 67.5 kp/h  |         |         |         |
| 3.                           | Emilio Velázquez    | Javier Marín C.     | Mitsubishi Lancer Evo IX | 2:21:23.6 | +6:03.5    | 67.1 kp/h  |         |         |         |
| 4.                           | Alejandro Lombardo  | Eduardo Corrales    | Mitsubishi Lancer Evo IX | 2:23:42.3 | +8:22.2    | 66.1 kp/h  |         |         |         |
| 5.                           | Carlos García       | Robert Gelvez       | Mitsubishi Lancer Evo X  | 2:24:10.0 | +8.49.9    | 65.8 kp/h  |         |         |         |
| 6.                           | Ricardo Cordero Jr. | Ricardo Cordero Sr. | Mitsubishi Lancer Evo IX | 2:25:10.6 | +9:50.5    | 65.4 kp/h  |         |         |         |
| 7.                           | Jorge Chávez        | Alberto Sosa        | Mitsubishi Lancer Evo IX | 2:27:27.7 | +12:7.6    | 64.4 kp/h  |         |         |         |
| 8.                           | Gustavo Sánchez     | Alonso López        | Ford Fiesta ST           | 2:34:29.4 | +19:09.3   | 61.4 kp/h  |         |         |         |
| 9.                           | Jorge González      | Eduardo Campos      | Mitsubishi Lancer ST     | 2:39:34.5 | +24:14.4   | 59.5 kp/h  |         |         |         |
| 10.                          | Miguel Campero      | Gonzalo Garcés      | Peugeot 206 XS           | 2:33:01.9 | +8:31.0    | 56.9 kp/h  |         |         |         |
| NACAM                        |                     |                     |                          |           |            |            |         |         |         |
| 1.                           | Ricardo Triviño     | Marco Hernández     | Mitsubishi Lancer Evo IX | 2:15:20.1 | 0.0        | 70.1 kp/h  | 25      |         |         |
| 2.                           | Carlos Izquierdo    | Guillermo Izquierdo | Mitsubishi Lancer Evo IX | 2:20:39.5 | +5:19.4    | 67.5 kp/h  | 18      |         |         |
| 3.(4.)                       | Alejandro Lombardo  | Eduardo Corrales    | Mitsubishi Lancer Evo IX | 2:23:42.3 | +8:22.2    | 66.1 kp/h  | 15      |         |         |
| 4.(5.)                       | Carlos García       | Robert Gelvez       | Mitsubishi Lancer Evo X  | 2:24:10.0 | +8.49.9    | 65.8 kp/h  | 12      |         |         |
| 5.(8.)                       | Gustavo Sánchez     | Alonso López        | Ford Fiesta ST           | 2:34:29.4 | +19:09.3   | 61.4 kp/h  | ?       |         |         |
| 6.(9.)                       | Jorge González      | Eduardo Campos      | Mitsubishi Lancer ST     | 2:39:34.5 | +24:14.4   | 59.5 kp/h  | 10      |         |         |
| Campeonato Mexicano de Rally |                     |                     |                          |           |            |            |         |         |         |
| 1.(3.)                       | Emilio Velázquez    | Javier Marín C.     | Mitsubishi Lancer Evo IX | 2:21:23.6 | +6:03.5    | 67.1 kp/h  | 28      |         |         |
| 2.(4.)                       | Alejandro Lombardo  | Eduardo Corrales    | Mitsubishi Lancer Evo IX | 2:23:42.3 | +8:22.2    | 66.1 kp/h  | -       |         |         |
| 3.(5.)                       | Carlos García       | Robert Gelvez       | Mitsubishi Lancer Evo X  | 2:24:10.0 | +8.49.9    | 65.8 kp/h  | -       |         |         |
| 4.(6.)                       | Ricardo Cordero Jr. | Ricardo Cordero Sr. | Mitsubishi Lancer Evo IX | 2:25:10.6 | +9:50.5    | 65.4 kp/h  | 20      |         |         |
| 5.(7.)                       | Jorge Chávez        | Alberto Sosa        | Mitsubishi Lancer Evo IX | 2:27:27.7 | +12:7.6    | 64.4 kp/h  | 16      |         |         |
| 6.(8.)                       | David Jassan        | Jaime Zapata        | Mitsubishi Lancer Evo IX |           |            |            | Ret     |         |         |
| Campeonato Regional PAC      |                     |                     |                          |           |            |            |         |         |         |
| 1.(3.)                       | Emilio Velázquez    | Javier Marín C.     | Mitsubishi Lancer Evo IX | 2:21:23.6 | +6:03.5    | 67.1 kp/h  |         |         |         |
| 2.(4.)                       | Alejandro Lombardo  | Eduardo Corrales    | Mitsubishi Lancer Evo IX | 2:23:42.3 | +8:22.2    | 66.1 kp/h  |         |         |         |
| 3.(5.)                       | Carlos García       | Robert Gelvez       | Mitsubishi Lancer Evo X  | 2:24:10.0 | +8.49.9    | 65.8 kp/h  |         |         |         |
| 4.(7.)                       | Jorge Chávez        | Alberto Sosa        | Mitsubishi Lancer Evo IX | 2:27:27.7 | +12:7.6    | 64.4 kp/h  |         |         |         |
| 5.(7.)                       | Javier Vergara      | Javier Vergara      | Ford Ka                  | 2:49:03.4 | +27:39.8   | 56.1 kp/h  |         |         |         |
| Fuentes                      |                     |                     |                          |           |            |            |         |         |         |

| Predecesor: Este es el primer rally de la temporada. | NACAM 2013  | Sucesor: Costa del Pacífico 2013 |
| Predecesor: Este es el primer rally de la temporada. | México 2013 | Sucesor: Cañadas 2013            |